# ハリソン砦包囲戦
ハリソン砦包囲戦（ハリソンとりでほういせん、英: Siege of Fort Harrison）は、米英戦争初期の1812年9月4日から15日、現在のインディアナ州テレホート近くにあったハリソン砦で、少数のアメリカ軍が多勢のインディアン部族連合部隊に対して砦を守り抜いた戦闘である。この戦争では陸上での戦闘で初めてアメリカ軍が勝利したものになった。

## 背景 - ハリソン砦
1811年、ウィリアム・ハリソン将軍がアメリカ軍を北に行軍させている途上で、テレホートの高台に宿営し、ウォバッシュ川を見下ろす砦を建設した。ハリソンはそれ以前から戦略的な場所に砦を建設することを提唱していた。ハリソン隊はその後の11月7日に、インディアンとの間にティッペカヌーの戦いを起こすことになった。
この砦は軍の補給線を守り、またインディアナ準州の州都で下流にあるビンセンズを守るものだった。その場所は現在のインディアナ州ビーゴ郡にあり、テレホート市の北端、ウィー族インディアンの集落であるウィーオーテノからは僅か2マイル (3.2 km) の位置にあった。その昔にはイリニウェク族インディアンの絡む戦闘が起きた場所と言われ、当初は「イリノイの戦場跡」と呼ばれていた。アメリカ軍のジョセフ・ハミルトン・デイビース少佐が、ハリソン将軍に因んで砦をハリソン砦と名付けることを提案した。砦は1811年10月28日に完成し、それを囲む150フィート (45 m) の防御柵があった。ハリソンはジェイムズ・ミラー大佐の指揮下に少数の守備兵を残し、ティッペカヌーの戦場まで部隊を率いて行き、そこでショーニー族の予言師テンスクワタワの率いる部隊と対戦した。
ハリソン隊は砦に戻り、ティッペカヌーの戦いで功績を挙げたジョサイア・スネリング大尉に砦の指揮を任せた。スネリングは1811年11月から1812年5月まで指揮官を務めた。その冬の間にニューマドリッド地震が起こった。スネリングは後にデトロイト砦に転籍された。
米英戦争が始まった後、後に大統領となるザカリー・テイラー大尉がハリソン砦勤務を命ぜられ、ノックス砦を発ってハリソン砦の指揮に就いた。アメリカ軍はこの戦争の開戦初期に、イギリス軍、カナダ人、およびインディアンによって一連の敗北を喫した。イギリス側はその勝利によって他のインディアン部族の士気を上げ、遠隔のアメリカ軍基地に対する作戦行動に駆り立てることになった。

## 戦闘
1812年9月3日、マイアミ族の1隊がテイラー大尉のところに来て、間もなくインディアンの大部隊に攻撃されることになると警告した。その夜、銃声が聞こえたが、テイラーは斥候隊を送ることに躊躇していた。守備隊は50名しかおらず、病気になっている者もいて、実際に動ける者は15名しかいなかった。翌朝、派遣された部隊が白人開拓者であるドイル兄弟の2人の遺体を発見した。その遺骸を葬り、部隊はハリソン砦に戻って報告した。
テイラー大尉は15名の動ける兵士と、5名の健康な開拓者とともに、予想される攻撃に対する備えをした。この20名のそれぞれに16発の銃弾が配給された。9月4日、パコイシーカン酋長の指揮するポタワトミ族、ストーン・イーター酋長のウィー族、ショーニー族、キカプー族、ウィネベイゴ族、総計600名の戦士集団がハリソン砦に接近した。キカプー族酋長ナマートハの指揮する40名の部隊が休戦の旗の下に近づき、翌朝にテイラーと交渉を行うことを求めた。テイラーが同意し、インディアン部隊はその夜は宿営地に戻った。

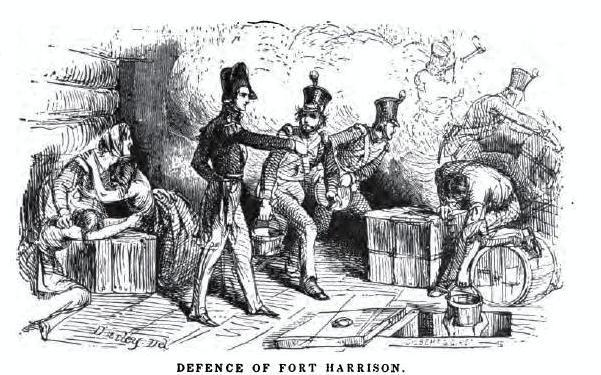
ハリソン砦の戦いを描いたイラスト

その夜、インディアン戦士が忍び寄って小型シェルターに火を点けた。哨兵がその放火部隊に発砲すると、600名のインディアン部隊が砦の西側を攻撃して来た。テイラーは砦の軍医と一握りの守備兵に火を消すよう命じた。そのシェルターは兵舎に付設されており、ウィスキーを貯蔵していたが、間もなくそれに火が付き燃え上がった炎を抑えられなくなった。テイラーはその報告書の中で、事態は絶望的になっていたことを認めており、健全な者のうちの2名が逃亡した。テイラーは「決して降伏しない!」と砦内に宣言し、バケツリレー部隊を編成して消火にあたり、砦の哨戒柵が破壊される前に食い止めた。ジュリア・ランバートという女性が自ら砦の井戸の底に降りて、バケツを直ぐに一杯にできるよう協力した。
その火事は夜の闇を照らし出して、攻撃者を露わにする効果があった。火事で外壁に幅20フィート (6.1 m) の隙間が開いたので、守備兵が高さ5フィート (1.5 m) の胸壁で一時的に塞いだ。他の数少ない守備兵がインディアンに激しく反撃の発砲をしていたので、攻撃を食い止めることができた。傷病兵も全て武装して防御にあたり、健全な者は砦の壁に開いた穴の修復にあたった。砦は9月5日の夜明けまでに修復された。インディアン部隊は銃の射程外まで後退し、砦から見える範囲内にある農場の家畜を殺した。砦内の守備兵と開拓者は火事のためにその食料の大半を失い、数ブッシェルのトウモロコシが残っているだけで、飢える可能性に直面した。
この包囲の報せがビンセンズに届いた。それは、イリノイ準州知事のニニアン・エドワーズと合流するために、ウィリアム・ラッセル大佐が正規歩兵1個中隊とレンジャー1個中隊を伴って通り過ぎようとしているときだった。ラッセル大佐の部隊は地元民兵隊および第7歩兵連隊と合流し、ハリソン砦救出に向かった。9月1日には1,000名以上の部隊がビンセンズから到着した。インディアン部隊は砦から離れた。しかし、翌日にラッセル部隊の後を追っていた輜重隊が、現在のサリバン郡で攻撃された。

### ナローズでの攻撃
ハリソン砦救援軍の後を追っていたのが、第7歩兵連隊のフェアバンクス中尉が指揮する兵士13名の部隊であり、小麦粉や肉を積んで荷車隊を護衛していた。9月13日、この輜重隊がナローズと呼ばれていた道の途中でポタワトミ族戦士の部隊に待ち伏せされた。そこは現在のインディアナ州フェアバンクスに近く、プレーリー・クリークの支流となる多くの谷があった。攻撃が始まったときに荷車を曳いていた馬が驚き、荷車と共に逃亡した。御者のジョン・ブラックと兵卒のエドワード・パーデューの2人のみが生きてノックス砦まで戻ることができたが、パーデューは重傷を負っており、任務を外された。この二人にとって幸運だったのは、ポタワトミ族が逃げた荷車を追ったことだった。輜重隊の兵士11名と物資の全てが失われた。ポタワトミ族は数名が戦死あるいは負傷した。
最初の輜重隊が出発してから2日後に、リチャードソン中尉の指揮する15名の兵士が第2の輜重隊を援護してビンセンズを出発していた。この部隊も同じ道を辿り、第1部隊が遭遇したことについて知らなかった。ポタワトミ族は2番目の輜重隊が接近していることを知ると、同様な待ち伏せを行った。9月15日、最初に攻撃された後で、リチャードソンは劣勢にあることを認め、退却を命じた。荷車は放置されて略奪されるままとなったが、それが後退する兵士の命を救った可能性がある。それでも兵士7名が殺され、重傷を負った者もいた。
マクゲーリー少佐の指揮する大隊が数日後に死体を発見し、ハリソン砦に行ってこの攻撃があったことをラッセル大佐に知らせた。重要なことはハリソン砦に半分飢えた生存者がいることであり、そのための輜重隊が失われたことだった。
ポタワトミ族の部隊はナローズを離れ、9月16日にはアイザック・ハットソンという開拓者の家を襲った。これは後に「ラモット・プレーリー虐殺」と呼ばれることになった。ハットソンは逃亡出来たが、その妻と4人の子供たち全てが殺された。

## 戦いの後
このハリソン砦の戦いは、アメリカ軍の損失が大きかったが、砦を守ったことで、米英戦争でアメリカ軍が初めて勝利した陸上での戦いと考えられている。その直後にアメリカ軍はウェイン砦を救出し、この戦争の残り期間ではインディアナ準州に対するインディアンからの脅威を取り去った。
このハリソン砦への攻撃と、9月3日に起きたピジョン・ルースト虐殺への報復のために、ラッセル大佐はインディアナ・レンジャーズと共にイリノイに侵攻を続け、ピオリア湖でキカプー族に対する遠征を率いた。
ザカリー・テイラー大尉はハリソン砦での功績によって少佐への名誉昇進を果たした。
ウィリアム・ハリソンとザカリー・テイラーの2人がハリソン砦の指揮を執ったことがあったので、インディアナ州の歴史家達はこの砦を「2人の大統領の砦」と呼ぶことになった。
この戦闘が行われてから長い月日が経った後で、ある男性が木の幹にフェアバンクス中尉の刀傷を見つけた。それはインディアナ州博物館に寄贈された。
1908年、インディアナ州アメリカ独立戦争の息子達協会が、ハリソン砦の跡を国定歴史公園に指定しようとした。
ハリソン砦包囲戦に参加していた第7歩兵連隊について、その後継であるとする部隊が現在のアメリカ陸軍に2部隊ある。